# カブラス島
座標: 北緯0度24分30秒 東経6度42分55秒 / 北緯0.40833度 東経6.71528度
カブラス島(カブラスとう、ポルトガル語: Ilhéu das Cabras) はサントメ・プリンシペ領の大西洋上の島。

## 概要
カブラス島はギニア湾上に存在しており、サントメ市の北側・アグア・グランデ県とロバタ県との境界線の北に位置している。火山島であり、無人島である。サントメ国際空港の北側約3kmにあたる。無人の灯台が設置されている。